# Більдайн
Більдайн (нім. Bildein) — місто та громада на сході Австрії в окрузі Гюссінг у федеральній землі Бургенланд.

## Історія
Вперше місто згадується у 1369 році під угорською назвою Белід. До 1920 року місто належало до Угорщини, де називалось Белед. Після Першої світової війни місто відійшло до новоствореної республіки Бургенланд. У 1922 Бургенланд став частиною Австрії. У 1971 році місто відійшло до общини Еберау. У 1993 році місто сформувало власну общину Більдайн.

## Склад общини
Місто поділяється на дві частини:
- Обербільдайн (173 осіб)
- Унтербільдайн (167 осіб)

## Населення
Згідно з переписом 2011 року населення міста становила 340 осіб. 96 % населення становлять австрійці, 4 % — угорці.Чисельність населення постійно зменшується: у 1900 році тут проживало 821 осіб, у 1951 році — 658 осіб.

## Політика
У міську раду входить 11 депутатів. З 2012 року 2 місця займають представники партії СДПА (Соціал-демократична партія Австрії), 9 місць — АНП (Австрійська народна партія).
Мером міста з 2007 року є Вальтер Теммель з АНП, що був переобраний у 2012 році.

## Виноски
- Офіційна сторінка [Архівовано 16 квітня 2016 у Wayback Machine.](нім.)
- Sandra Perl: Bildein: Vom Dorf an der Grenze zum Dorf ohne Grenzen. Politisches und gesellschaftliches Leben im 20. Jahrhundert. Diplomarbeit, Universität Wien 2003(нім.)
- Eva Marion Windisch: Laut- und Formenlehre der Mundart von Unterbildein im Südburgenland. Diplomarbeit, Universität Wien 1996(нім.)